# Pascal Dibie
Pascal Dibie (* 16. März 1949 in Paris) ist ein französischer Ethnologe.

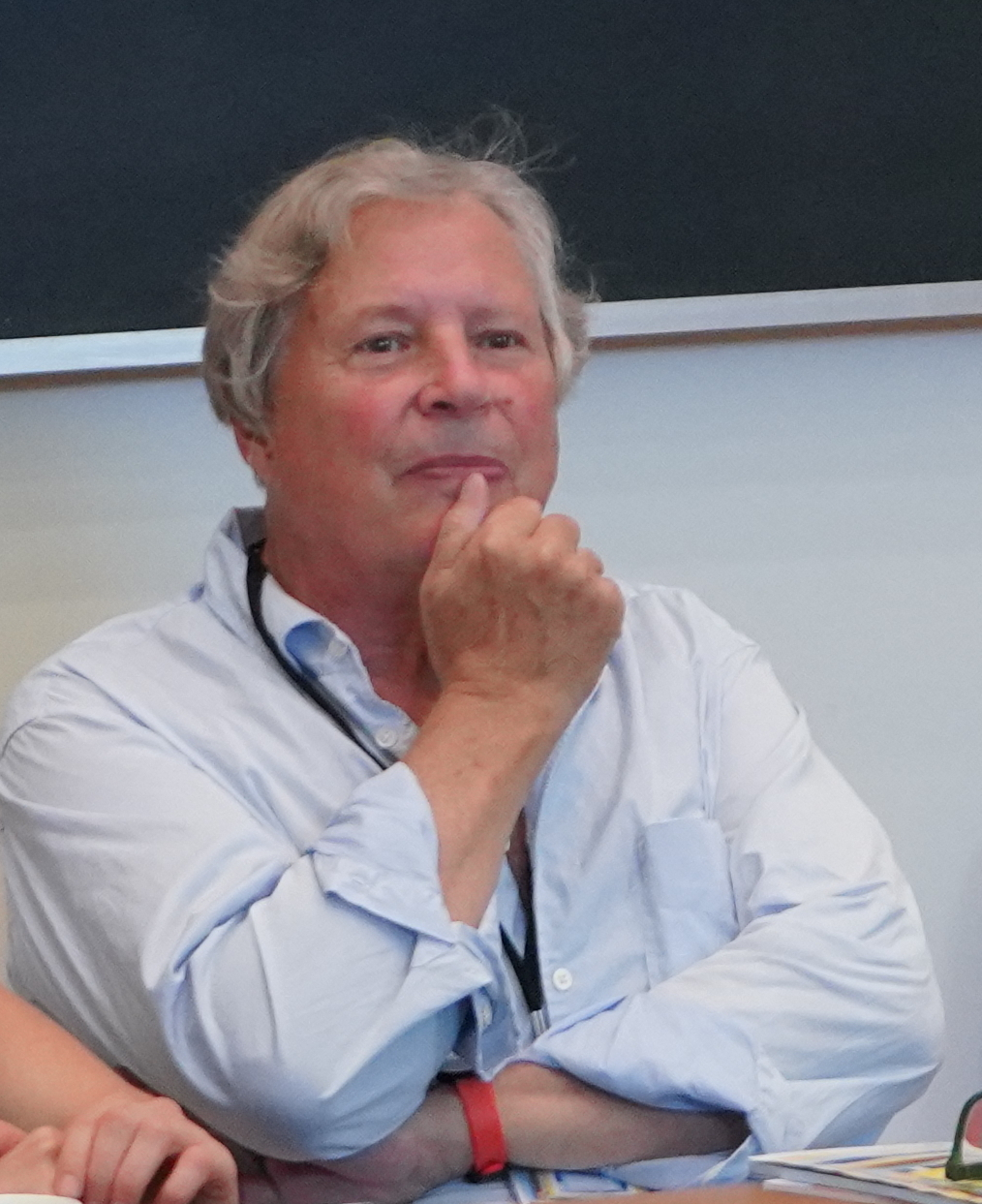
Pascal Dibie, 2023

## Leben
Diebie wurde 1987 Dozent der Ethnologie an der Universität Paris. Im gleichen Jahr wurde er letzter Medaillengewinner des Soziologiepreises von Henri Dumarest der Académie française für sein Werk "Ethnologie de la chambre à coucher".
Pascal Dibie wurde am 16. März 1949 in Paris geboren. Nach seinem Geschichtsstudium hat er sich in den Studiengang der anthrologischen-ethnologischen-religiösen Wissenschaft eingeschrieben und schloss dieses Studium 1975 ab. Er unterrichtet Geschichte an verschiedenen Hochschulen (Schola Cantorum, Universität René Descartes, ILERI).
Am Ende der 1970er Jahre hat er das ethnologische Heft lanciert (1976) und rief in Paris 1978 den Kurs «l'ethnologie du monde moderne» (Die Ethnologie der modernen Welt) ins Leben. Dibie ist zudem Autor unzähligen Büchern, verbunden mit einer romanhaften Schreibweise und seiner Kenntnis der Ethnologie, zu diesen zählen: "Ethnologie de la porte" (Ethnologie der Türe) (2012) und "Ethnologie de la chambre à coucher " (Ethnologie des Schlafzimmers) (2000).

## Werke (Auswahl)
- Le village retrouvé, ethnologie de l'intérieur (Das wiederentdeckte Dorf, Ethnologie des Innern) (1979)
- Ethnologie de la chambre à coucher (Wie man sich bettet. Die Kulturgeschichte des Schlafzimmers. Klett, 1989) (1987)
- Les pieds sur terre (Die Füsse der Welt) (1987 – mit André Georges Haudricourt)
- Ethnosociologie des échanges interculturels (Ethnosoziologie des interkulturellen Austausches) (1998 – mit C. Wulf)
- La tribu sacrée, ethnologie des prêtres (Die sakrale Familie, Ethnologie der Priester) (1993, 2004)
- La passion du regard, essai contre les sciences froides (Die Leidenschaft des Augenblickes, Aufsatz gegen die kalte Wissenschaft) (2000)
- Rêves d'Amazonie (Träume Amazoniens) (2005 – mit M. Le Bris)
- Le village métamorphosé, révolution dans la France profonde (Das verwandelte Dorf, tiefgreifende Revolution Frankreichs) (2006)
- De la construction du racisme (Die Ursache des Rassismus) (2008)
- Ethnologie de la porte (Ethnologie der Türen) (2012)